# Бранилац (3. сезона)
Трећа сезона драмске телевизијске серије Бранилац биће емитована од  4. фебруара 2025. године на РТС 1. Трећа сезона садржи 10 епизода.,

## Радња
И трећа сезона серије Бранилац на филмски узбудљив начин са елементима драме и трилера, обрађује озбиљна животна, правна и филозофска питања која су актуелна и дан данас. То су ванвременске приче о људским судбинама али и професији која се темељи на заклетви да брани не дело које је почињено, већ човека који је врло често унапред осуђен од јавности.
Нови случајеви воде нас кроз седамдесет и осамдесете године прошлог века и у нове животне драме актера тадашњих великих судских процеса.
Поред Вељка Губерине кога тумачи Ненад Јездић и Филоте Филе кога тумачи Тихомир Станић, трећа сезона нам доноси приче великих и чувених адвоката попут Бранислава Тапушковића (Небојша Миловановић), Јосипа Муселимовића (Љубиша Савановић), Борислава Игнатовића (Бојан Жировић)…,

## Епизоде
| Бр. у серији | Бр. у сезони | Назив              | Редитељ                            | Сценариста                                | Премијерно емитовање |
| --- | ------------ | ------------------ | ---------------------------------- | ----------------------------------------- | -------------------- |
| 22 | 1            | Пуцњи у судници    | Јелена Светличић и Владимир Манчић | Сања Савић Милосављевић и Владимир Манчић | 4. фебруар 2025.     |
| Црна Гора, септембар 1975. године. У свакој породици постоји неко дете које се издвоји у очима родитеља, тако је за Сава Ђокића била његова ћерка Данка. Она му је била све. Једног дана, Данка се није вратила из школе кући. Саво је кренуо да је тражи. Оно што је затекао на том путу, распукло је његово родитељско срце. Угледао је мртво тело своје ћерке. Разорен тугом и нем пред одлуком суда, узима "правду" у своје руке. Вељко Губерина, ангажован је за одбрану Сава Ђокића. |              |                    |                                    |                                           |                      |
| 23 | 2            | Јапанска ружа      | Јелена Светличић и Владимир Манчић | Сања Савић Милосављевић и Владимир Манчић | 11. фебруар 2025.    |
| Околина Ваљева, 1966. године Драгиња Павловић од малих ногу је била одбачено дете у породици. Љубав породице јој је увек измицала. Најбоља пријатељица Јованка била јој је једина утеха, иако су биле потпуно различите. Једног јутра у Драгињиној кући, милиција проналази Јованкин леш. За убиство је оптужена Драгиња а њену одбрану преузима адвокат Борислав Игњатовић. Кроз ток суђења откривамо да се често жртве налазе са обе стране оружја. |              |                    |                                    |                                           |                      |
| 24 | 3            | Племенски опроштај | Јелена Светличић и Владимир Манчић | Сања Савић Милосављевић и Владимир Манчић | 18. фебруар 2025.    |
| Кичево, СР Македонија, 1966. Кадруш Махмуди и Сахид Омери били су веома блиски пријатељи, иако статусно и материјално различити, искрено су се поштовали и волели. Али судбина је била записана другачије. Сукоб који се десио између њихових синова због љубави према истој жени, доводи их у обрачун крвне освете. А све је кренуло од љубави. Бранилац ангажован на овом случају је Филота Фила. |              |                    |                                    |                                           |                      |
| 25 | 4            | Затворска слобода  | Јелена Светличић и Владимир Манчић | Сања Савић Милосављевић и Владимир Манчић | 4. март 2025.        |
| Присој, Херцеговина, 1975. Када је Иванка пошла за Дражена са којим је живела у искреној љубави, није ни сумњала да ће поред свекрве морати да трпи и заову Винку која је често одлазећи од свог мужа, уточиште налазила код мајке и брата. Винка је била тешке нарави. Посебно је била окрутна према Иванки. Тукла је, малтретирала и омаловажавала. Једног дана Винка се није вратила кући. Њено тело пронађено је на пропланку изнад села. За убиство је оптужена Иванка а случај преузима адвокат Јосип Муселимовић |              |                    |                                    |                                           |                      |
| 26 | 5            | Вучија јазбина     | Јелена Светличић и Владимир Манчић | Сања Савић Милосављевић и Владимир Манчић | 11. март 2025.       |
| Курјаково, 1967. У ноћи 15. септембра, Живко Станков убијен је испред своје куће. Тело проналазе његова жена Данка и комшија Бошков који су одмах истрчали из куће када су чули буку. За убиство су осумњичени Здравко Дугинић и Петар Стаматов. Након што су испитани задржани су у затвору. Истражни судија је сву своју активност усмерио ка томе, јер још није избледело сећање када се у том селу догодило још једно убиство које је остало неразјашњено. За њихову одбрану ангажован је бранилац Вељко Губерина. Кључни сведок тужилаштва, била је Живкова жена Данка. Иако је у почетку све указивало на Здравка и Петра или је бар тако требало да буде, кроз одбрану и суђење одмотавамо мрежу тајни која се крије иза овог убиства. |              |                    |                                    |                                           |                      |
| 27 | 6            | Крвави Ускрс       | Јелена Светличић и Владимир Манчић | Сања Савић Милосављевић и Владимир Манчић | 18. март 2025.       |
| Црна Гора 1979. и околина Горњег Милановца, 1982. Славко и Славка, рано су остали без мајке и били су веома везани једно за друго. Отац је био добар човек али склон пићу. Када је Славки дошло време за удају преко проводаџисања пријатеља, Славка одлази у Србију да се уда за младића, како су пријатељи рекли, из богате породице. Дошли су по младу и све је деловало добро, док Славка није стигла у Горњи Милановац. Прича о лажима и обманама, о ћутању и трпљењу, све док човек не дође до тачке “пуцања”. И догоди се пуцање у Ускршњој ноћи. |              |                    |                                    |                                           |                      |
| 28 | 7            | Артериа Феморалис  | Јелена Светличић и Владимир Манчић | Сања Савић Милосављевић и Владимир Манчић | 25. март 2025.       |
| Клобук, Херцеговина Браћа Андро и Перо, били су везани један за другог. Живели су у складу. Перо је од малих ногу имао проблем са видом тако да није могао све да ради а био је и незгодне нарави и волео је да попије. Андро је био добар и способан човек и увек је бринуо о Пери. Како су се оженили а посебно након смрти оца, њихов складан однос је кренуо по злу. Перо и Ката нису могли да имају децу и то их је изједало. Љубомора према Андри и његовој породици бивала је све већа и опаснија. У сукобу између браће, долази до убиства. Адвокат Јосип Муселимовић преузима случај, преиспитујући и сопствена уверења о породици, привржености и оданости.                                                                         |              |                    |                                    |                                           |                      |
| 29 | 8            | Чин подстанара     | Јелена Светличић и Владимир Манчић | Сања Савић Милосављевић и Владимир Манчић | 1. април 2025.       |
| Бања Лука, 1968. године. Рајко Веселиновић долази као подстанар у кућу Станка и Петре Марковић. Током заједничког живота, Петра и Рајко постају блиски. Петра му открива своје проблеме које има са Станком. Говори му да је Станко туче и малтретира. Jедне ноћи Станко бива убијен. Оптужени су Петра и Рајко. Одбрану Рајка Веселиновића преузима бранилац Филота Фила. Веровао је у невиност свог брањеника али како би могао да брани Рајка, морао је прво да сазна све о Петри, о жени коју је Рајко безрезервно волео. |              |                    |                                    |                                           |                      |
| 30 | 9            | Три брата          | Јелена Светличић и Владимир Манчић | Сања Савић Милосављевић и Владимир Манчић | 8. април 2025.       |
| Три брата су од оца заветовани на слогу. Веселин услед ратних дешавања а посебно након смрти оца оболева психички, остаје тело али у њему живи само сенка. Петра узима каријера, политички занос и успон на друштвеној лествици који га одрођују од корена. Ненада узима живот сачињен од жртвовања за оца, за болесног брата за комад земље. У тој љуштури остаје тврдичлук, безосећајност, окамењена душа. Све то доводи до раздора односа међу браћом. Једне ноћи Ненада убијају а за то бива оптужен Петар. Одбрану преузима Вељко Губерина. |              |                    |                                    |                                           |                      |
| 31 | 10           | Двапут стрељан     | Јелена Светличић и Владимир Манчић | Сања Савић Милосављевић и Владимир Манчић | 15. април 2025.      |
| Вуле Мандић заједно са пријатељем Жарком бива оптужен за силовање иако у њему није учествовао. Добија већу казну од самог починиоца. Након изласка из затвора одлучује да се освети свима који су га неправедно осудили. Због оваквог безумног чина који се отео контроли, долази до кобног исхода и Вуле поново завршава у затвору. Одбрану Вулета Мандића преузима бранилац Бранислав Тапушковић. |              |                    |                                    |                                           |                      |